# 土耳其教育
土耳其的整體識字率是98.5%，女性識字率高達97.7%，其教育在中東地區算是非常發達的國家。
此外，2004年土耳其政府分配在教育方面的預算為117億美元，大約佔了總預算的百分之十三。

## 初等教育與中等教育
在土耳其，滿六歲到十四歲的兒童必須接受八年的義務教育，2001年時男性學童的入學率已經接近百分之百；另外，在某些鄉下地區，女性學童的入學率通常會比其他地區較低些。而在中等教育方面(通常為三年或更久)，有函授學校、普通中學與職業學校等教育機構。
與西方國家相較之下，土耳其的中學輟學率顯得非常高。目前大約有百分之九十五的中學生就讀公立學校，但隨著公立學校教育不當的情形與日俱增，許多中產階級家庭的家長多選擇將學生送往私立學校。

## 高等教育
到2001年為止，土耳其共有1273個高等教育機構。除了函授學校之外，其他的大學皆以國家考試作為入學方式；2002年的大學錄取率大約是18%。到2018年大學錄取率提高至55%。
土耳其在2003年的整體識字率是96.5%，女性識字率高達93%，其教育在中東地區算是非常發達的國家,僅次於以色列和少數波斯灣產油小國。
此外，2004年土耳其政府分配在教育方面的預算為117億美元，大約佔了總預算的百分之十三。
土耳其著名大學有薩班克大學，科希大學，波加其斯大學，海瑟天普大學，伊斯坦堡科技大學，中東科技大學，阿納多盧大學，伊斯坦堡大學，埃提林大學，厄希耶斯大學，安卡拉大學，蓋布澤科技大學等。